# Christian Goldbach
Christian Goldbach (ur. 18 marca 1690 w Królewcu, zm. 20 listopada 1764 w Moskwie) był pruskim matematykiem. Znany jest z nazwanej jego imieniem hipotezy Goldbacha.

## Życiorys
Urodził się w Królewcu, stolicy Prus Książęcych, będących wówczas częścią państwa Brandenburgia-Prusy. Był synem pastora. W 1725 podjął pracę w nowo otwartej Petersburskiej Akademii Nauk. Uczył m.in. przyszłego cara Rosji Piotra II. W 1742 podjął służbę w rosyjskim ministerstwie spraw zagranicznych. Zmarł w Moskwie.
Goldbach odbywał liczne podróże po Europie – w ich trakcie spotykał się ze znanymi matematykami, takimi jak Godfryd Leibniz, Leonard Euler czy Mikołaj I Bernoulli. Najbardziej znany jest z korespondencji z tymi matematykami; w jednym z listów skierowanych w roku 1742 do Eulera sformułował swoją hipotezę z dziedziny teorii liczb.
Prowadził głównie rozważania z dziedziny analizy matematycznej, a także studia nad potęgami doskonałymi – w tej ostatniej dziedzinie udowodnił kilka twierdzeń.